# Heinrich II. (Anhalt)

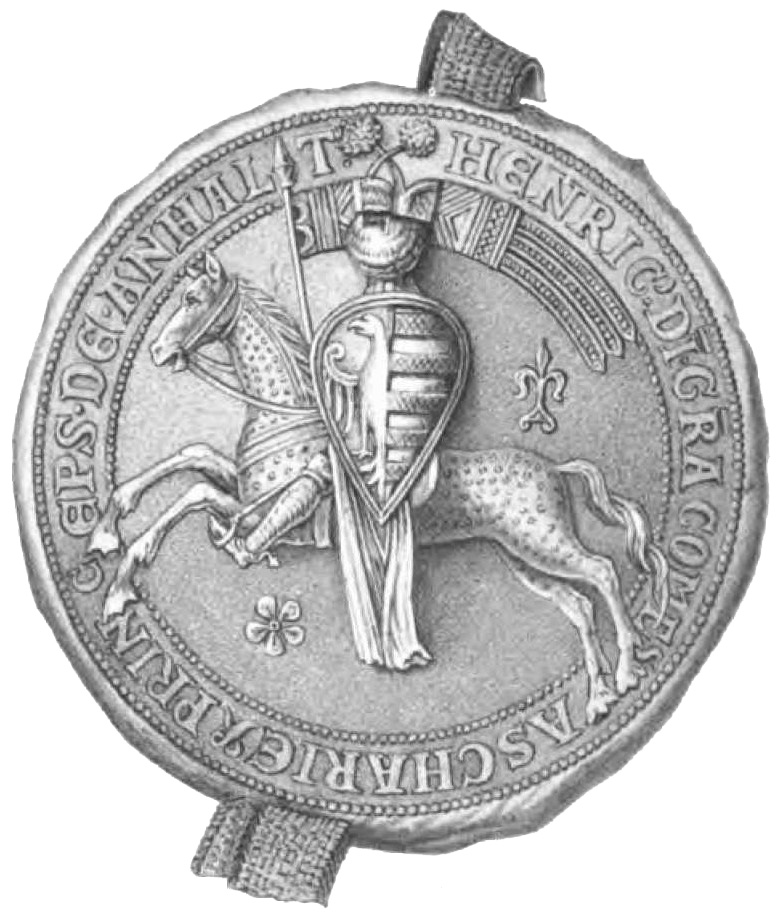
Siegel Heinrichs II. von Anhalt

Heinrich II. Fürst von Anhalt-Aschersleben, genannt „der Fette“ (* 1215; † nach 12. Juni 1266), war ein deutscher Landesfürst aus dem Geschlecht der Askanier.

## Leben
Heinrich II. war der älteste Sohn des Fürsten Heinrich I. von Anhalt und der Irmgard von Thüringen, Tochter von Landgraf Hermann I. Er regierte von 1252 bis 1266 als erster Fürst von Anhalt-Aschersleben.
Heinrich II. der Fette war seit 1244 Mitregent seines Vaters Heinrich I. und teilte nach dessen Tod 1252 das Land Anhalt mit seinen beiden Brüdern. Er selbst übernahm die alten Stammgebiete Askanien-Aschersleben, Hecklingen, Ermsleben und Wörbzig. 1247 griff er in den Thüringer Erbfolgekrieg ein und verfocht im Bündnis mit Herzog Albrecht I. von Braunschweig-Lüneburg eigene Interessen. Er geriet 1263 in der Schlacht bei Beesenstedt in Gefangenschaft, wurde bis 1265 inhaftiert und musste völlig verzichten. Er wählte 1257 Alfons X. von Kastilien mit zum deutschen König und führte Fehden gegen die Klöster und Erzbischöfe von Magdeburg und Bischöfe von Halberstadt, auch gegen die Brüder und Vettern. 1266 verlieh er Aschersleben das Stadtrecht.

## Ehe und Nachkommen
Er war seit 1245 verheiratet mit Mechtild von Braunschweig-Lüneburg, Tochter des Herzogs Otto. Sie war seit 1266 Regentin und von 1275 bis 1295 Äbtissin von Gernrode.
Der Ehe entstammten folgende Kinder:
- Otto I. († 1304) – Fürst von Anhalt-Aschersleben,
- Heinrich III. († 11. November 1307) – Fürst von Anhalt-Aschersleben (gemeinsam mit Otto I.) bis 1283, anschließend u. a. Erzbischof von Magdeburg,
- Mechtild – verheiratet mit Werner I. Graf von Hadmersleben-Friedeburg.